# قائمة الأحزاب السياسية في المملكة المتحدة

هذه قائمة أحزاب سياسية في المملكة المتحدة.

## الأحزاب فيإنجلترا

جميع الأحزاب الإنجليزية، باستثناء، حزب الخضر في، إنجلترا، واسكتلندا، وويلز. الأحزاب الممثلة في مجلس العموم، أو البرلمان الأوروبي هي:
- حزب المحافظين حزب يمين الوسط، الذي يدعم البريطانيين، المحافظين، والنقابيين.
- حزب العمل حزب يسار الوسط الذي يدعم الديمقراطية الاجتماعية، و الاشتراكية الديمقراطية.
- الديمقراطيون الليبراليون حزب الوسط، الذي يدعم الليبرالية، والفيدرالية.
- حزب استقلال المملكة المتحدة حزب يميني يدعم، ويشجع، على إخراج المملكة المتحدة من الاتحاد الأوروبي، فضلاً عن وجود سياسات محافظة، وشعبية.
- حزب الخضر في إنجلترا وويلز حزب يساري يشجع السياسة الخضراء، الاشتراكية البيئية، والجمهورية.

## الأحزاب فياسكتلندا

هناك نوعان من الأحزاب في اسكتلندا؛ القوميون، والنقابيون. يريد القوميون، إنشاء اسكتلندا مستقلة عن المملكة المتحدة، ويريد النقابيون، الحفاظ على اسكتلندا، كجزء من المملكة المتحدة. الأحزاب الممثلة في البرلمان الاسكتلندي هي:

### الأحزاب القومية
- الحزب الوطني الاسكتلندي حزب يركز بشكل أساسي، على تحقيق الاستقلال الإسكتلندي، عن المملكة المتحدة. إنه حزب يسار الوسط الذي يشجع الديمقراطية الاجتماعية.
- حزب الخضر الاسكتلندي يسار الوسط إلى حزب يساري، يشجع السياسة الخضراء، الاستقلال الإسكتلندي، والجمهورية.

### الأحزاب النقابية
- حزب العمل الاسكتلندي حزب يسار الوسط، الذي يشجع الديمقراطية الاجتماعية، والاشتراكية الديمقراطية.
- حزب المحافظين الاسكتلندي حزب يمين الوسط، الذي يشجع المحافظين، والنقابية القوية.
- الديمقراطيين الليبراليين الاسكتلنديين حزب الوسط، الذي يشجع الليبرالية، والفيدرالية.

«راجع أيضًا»: الأحزاب السياسية في اسكتلندا

## الأحزاب فيويلز

الأحزاب الممثلة في الجمعية الويلزية هي:
- حزب العمال الويلزي حزب يسار الوسط، الذي يشجع الديمقراطية الاجتماعية، والاشتراكية الديمقراطية.
- مربع النقش حزب يسار الوسط، الذي يشجع الديمقراطية الاجتماعية، الاشتراكية الديمقراطية، وإنشاء ويلز مستقلة، عن المملكة المتحدة.
- حزب الويلزي المحافظ حزب يمين الوسط، الذي يشجع المحافظ، والنقابية القوية.
- الويلزيون الديمقراطيون الليبراليون حزب الوسط، الذي يشجع الليبرالية، والفيدرالية.